# Симмс, Эллис
Э́ллис Симмс (англ. Ellis Simms; 5 января 2001, Олдем, Большой Манчестер, Англия) — английский футболист, выступающий на позиции центрального нападающего. Игрок клуба «Ковентри Сити».

## Клубная карьера
Эллис Симмс начал заниматься футболом в системе клуба «Блэкберн Роверс», откуда затем перешёл в академию «Манчестер Сити». В 2017 году перебрался в академию «Эвертона», где стал выступать за команды возрастных категорий до 18 лет и до 23 лет.
В мае 2019 года подписал первый профессиональный контракт с «Эвертоном», действие которого рассчитано до 2022 года. 20 июля 2020 года впервые попал в заявку на матч «Эвертона» в АПЛ, однако на поле в игре против «Шеффилд Юнайтед» так и не появился.
20 января 2021 года перешёл в футбольный клуб «Блэкпул» на правах аренды до конца сезона 2020/21. 23 января дебютировал в составе новой команды, выйдя на замену в матче Кубка Англии против «Брайтона». 26 января впервые принял участие в игре Лиги 1, появившись на поле за 20 минут до конца матча «Блэкпула» против «Уигана» и успев за отведённое ему время отметиться двумя забитыми голами. Всего до конца сезона сыграл в 24 матчах «Блэкпула» и забил 10 голов, чем помог команде выйти в Чемпионшип.
Летом 2021 года вернулся в «Эвертон» после завершения срока аренды. 16 ноября 2021 года продлил контракт с «Эвертоном» до 2024 года. 16 декабря 2021 года дебютировал за ливерпульский клуб, выйдя в стартовом составе на гостевую игру АПЛ против «Челси», которая завершилась со счётом 1:1.
26 января 2022 года на правах аренды до конца сезона 2021/22 перешёл в шотландский клуб «Харт оф Мидлотиан» и в тот же день дебютировал в составе нового клуба, выйдя на замену в матче против «Селтика».
29 июля 2022 года на правах аренды до конца сезона 2022/23 перешёл в «Сандерленд». За первую половину сезона провёл в составе «чёрных котов» 17 матчей, в которых забил 7 голов, после чего был отозван из аренды и вернулся в «Эвертон» 1 января 2023 года. 18 марта 2023 года забил свой первый гол за «Эвертон», который помог команде сыграть вничью в гостевом матче против «Челси» (2:2).

## Статистика выступлений

### Клубная
| Выступление         | Выступление      | Выступление      | Лига | Лига | Кубок | Кубок | Кубок лиги | Кубок лиги | Прочие | Прочие | Итого | Итого |
| Клуб                | Лига             | Сезон            | Игры | Голы | Игры  | Голы  | Игры       | Голы       | Игры   | Голы   | Игры  | Голы  |
| ------------------- | ---------------- | ---------------- | ---- | ---- | ----- | ----- | ---------- | ---------- | ------ | ------ | ----- | ----- |
| Эвертон             | Премьер-лига     | 2020/21          | 0    | 0    | 0     | 0     | 0          | 0          | 0      | 0      | 0     | 0     |
| Эвертон             | Премьер-лига     | 2021/22          | 1    | 0    | 0     | 0     | 0          | 0          | 0      | 0      | 1     | 0     |
| Эвертон             | Премьер-лига     | 2022/23          | 11   | 1    | 0     | 0     | 0          | 0          | 0      | 0      | 11    | 1     |
| Эвертон             | Итого            | Итого            | 12   | 1    | 0     | 0     | 0          | 0          | 0      | 0      | 12    | 1     |
| → Блэкпул           | Лига 1           | 2020/21          | 21   | 8    | 1     | 0     | 0          | 0          | 2      | 2      | 24    | 10    |
| → Блэкпул           | Итого            | Итого            | 21   | 8    | 1     | 0     | 0          | 0          | 2      | 2      | 24    | 10    |
| → Харт оф Мидлотиан | Премьершип       | 2021/22          | 17   | 5    | 4     | 2     | 0          | 0          | 0      | 0      | 21    | 7     |
| → Харт оф Мидлотиан | Итого            | Итого            | 17   | 5    | 4     | 2     | 0          | 0          | 0      | 0      | 21    | 7     |
| → Сандерленд        | Чемпионшип       | 2022/23          | 17   | 7    | 0     | 0     | 0          | 0          | 0      | 0      | 17    | 7     |
| → Сандерленд        | Итого            | Итого            | 17   | 7    | 0     | 0     | 0          | 0          | 0      | 0      | 17    | 7     |
| Ковентри Сити       | Чемпионшип       | 2023/24          | 46   | 13   | 6     | 6     | 1          | 0          | 0      | 0      | 53    | 19    |
| Ковентри Сити       | Чемпионшип       | 2024/25          | 43   | 6    | 1     | 0     | 2          | 1          | 0      | 0      | 46    | 7     |
| Ковентри Сити       | Чемпионшип       | 2025/26          | 1    | 0    | 0     | 0     | 1          | 1          | 0      | 0      | 2     | 1     |
| Ковентри Сити       | Итого            | Итого            | 90   | 19   | 7     | 6     | 4          | 2          | 0      | 0      | 101   | 27    |
| Всего за карьеру    | Всего за карьеру | Всего за карьеру | 157  | 40   | 12    | 8     | 4          | 2          | 2      | 2      | 175   | 52    |

## Достижения

### Командные
«Харт оф Мидлотиан»
- Финалист Кубка Шотландии: 2021/22